# ケイリンシロタンポポ
ケイリンシロタンポポ（鶏林白蒲公英、学名：Taraxacum coreanum）は、キク科タンポポ属の1種である。

## 概要
満洲や朝鮮地域に分布している。日本にも九州北部に分布しており、これはツクシシロタンポポとも呼ばれる。
草丈は7-20cmほどで、花弁の色は白色をしている。

## ギャラリー

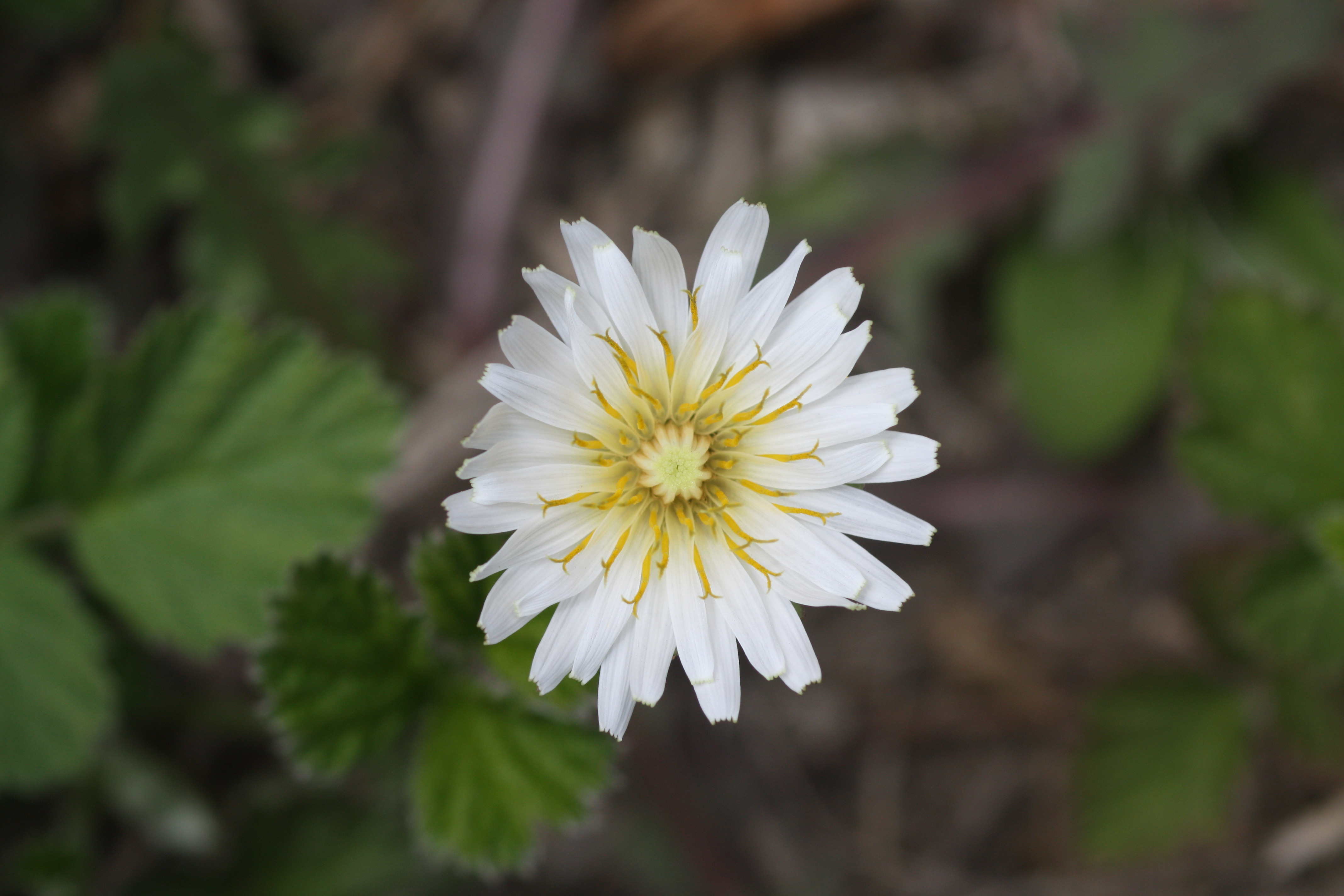
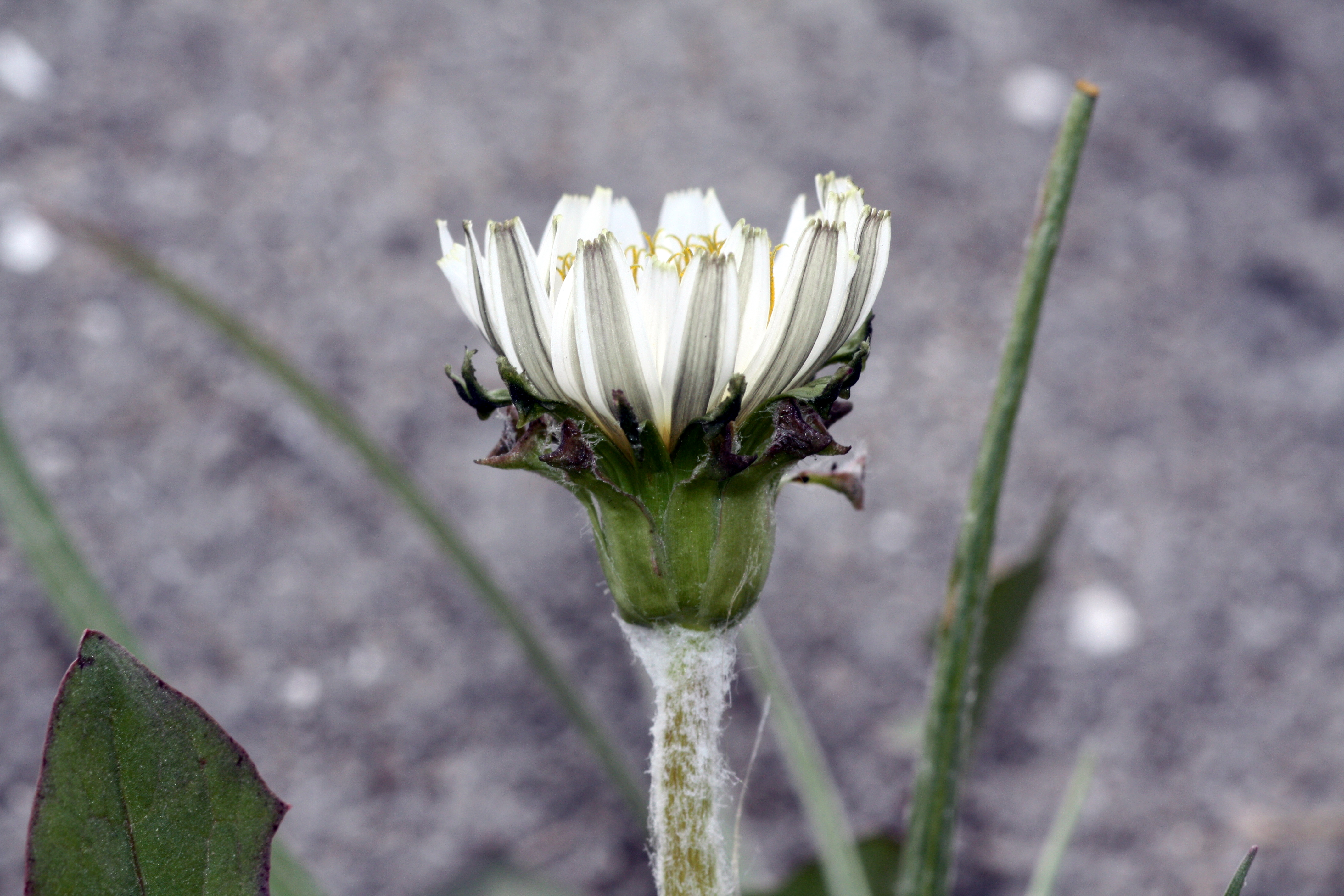
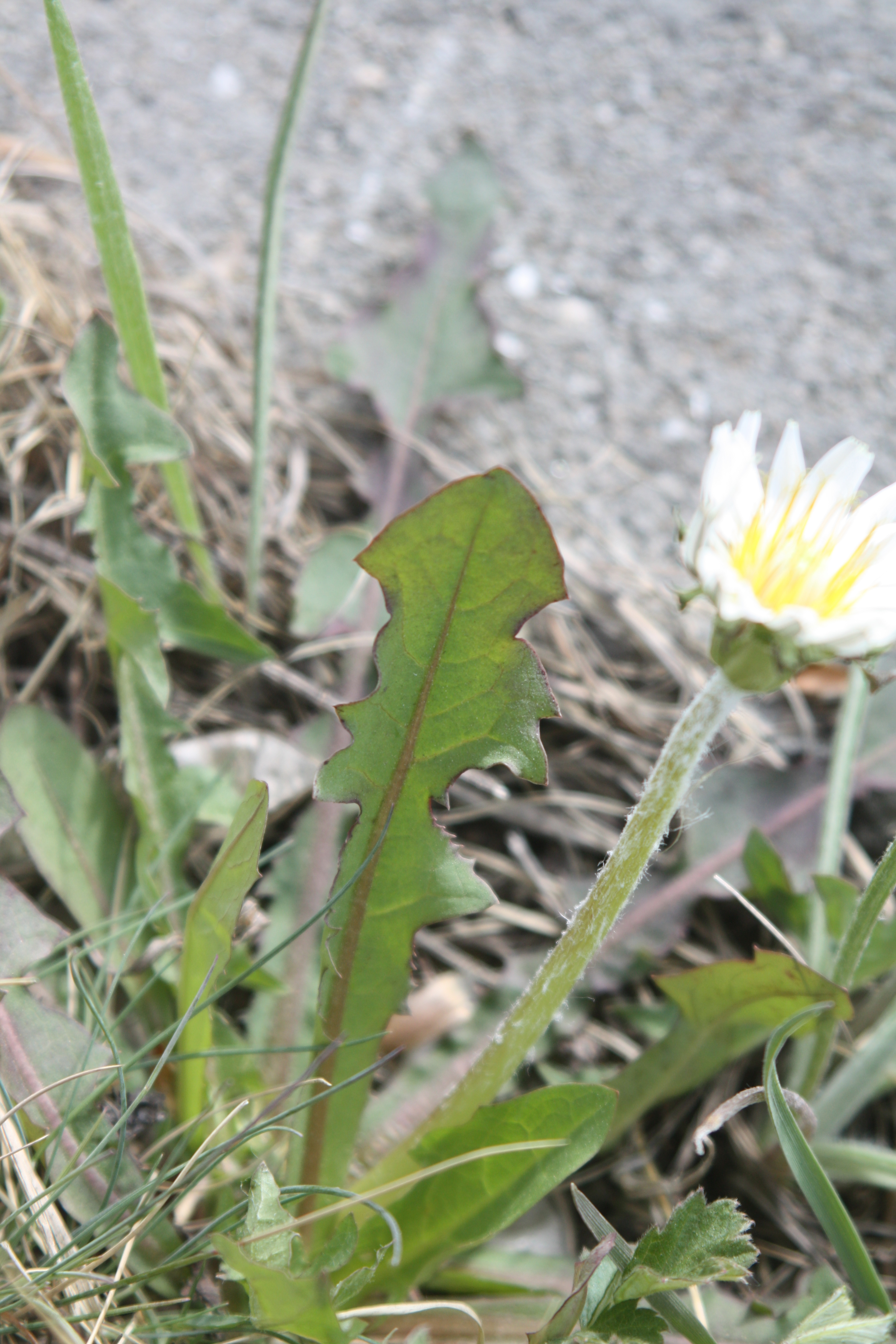